# Quercitol
Quercitol o 5-deoxiinositol, és un alcohol polihidroxílic, o ciclitol, derivat del ciclohexà de fórmula química: 1,2,3,4,5-ciclohexanpentol, C6H12O5.
N'existeixen diversos estereoisòmers. El més important, dit (+)-quercitol, es troba a la gla (Quercus d'on prové el seu nom), de la qual se'l pot extreure per infusió amb aigua. També apareix en els vins envellits en bótes de fusta de roure. i a la planta Gymnema sylvestre. És anomenat sucre de glans.